# تكندافت (آيت أمحمد)
تكندافت هو دُوَّار يقع بجماعة أنزو، إقليم أزيلال، جهة بني ملال خنيفرة في المملكة المغربية. ينتمي الدوّار لمشيخة آيت أمحمد التي تضم 13 دوار. يقدر عدد سكانه بـ 1268 نسمة حسب الإحصاء الرسمي للسكان والسكنى لسنة 2004.

## روابط خارجية
- البوابة الوطنية للجماعات الترابية نسخة محفوظة 12 مارس 2018 على موقع واي باك مشين.
- المندوبية السامية للتخطيط